# 아프타 궤양
아프타 궤양(영어: aphthous ulcer) 또는 아프타 입안염(영어: aphthous stomatitis; 아프타 구내염) 또는 재발 아프타 입안염(영어: recurrent aphthous stomatitis (RAS); 재발 아프타 구내염) 또는 구강 궤양(영어: canker sore, salt blister)은 입술의 안쪽 점막이나 혀의 가장자리나 모서리, 혀 밑의 점막, 구강점막 부분에 구형 혹은 타원형의 궤양이 한 개 혹은 여러 개가 반복적으로 나타나 고통스러운 염증을 동반하는 구강궤양의 일종이다. 발병 원인은 아직 정확하게 알려져 있지 않지만, 전염성은 없다.

## 분류

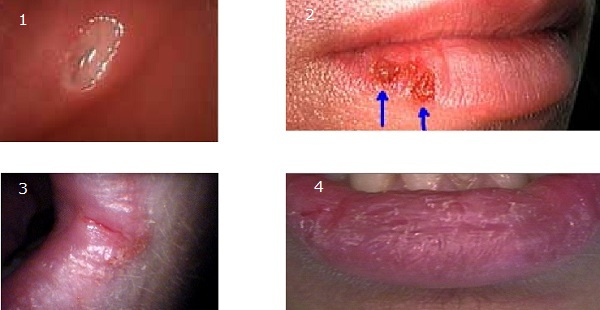
비교 사진. 1번 사진은 구내염 - 입안, 2번 사진은 헤르페스(포진), 3번 사진은 구각염, 4번 사진은 거친 입술.

아프타성 궤양은 궤양, 즉 손상 부위의 직경에 따라 다음과 같이 분류된다.

### 경증 궤양
경증 아프타성 궤양은 궤양의 크기가 3~10mm 사이 정도이며, 가장 일반적으로 나타나는 아프타성궤양이다. 궤양은 보통 주위에 노란색 내지는 회색빛의 홍반을 동반하며, 극심한 통증을 일으켜 삶의 질에 영향을 미치는 것이 두드러진 특징이다. 궤양은 하얀색 또는 잿빛을 띠며, 자극이 가해질 시 통증이 극심하고, 10일에서 14일이면 거의 완전하게 자연 치유되며 1년에 6∼7회 정도 재발한다. 그 증상만으로 생명에 큰 지장을 주는 것은 아니지만, 통증 때문에 음식을 먹거나 칫솔질을 할 때 통증이 심해지기 때문에 일상생활에 많은 지장을 준다.

### 중증 궤양
중증 아프타성궤양은 외양은 경증 아프타성 궤양과 동일하지만, 직경이 10mm 이상이며 통증이 더욱 극심하다. 중증 아프타성궤양의 특징은 보통 자연 치유되는데 한 달 이상 걸리고 흉터가 남는 것이 빈번하다. 그리고 사춘기 이후에 빈번하게 나타난다. 궤양은 각질화하지 않은 움직이는 구강 표면에 생기지만, 궤양 둘레는 각질화한 표면 위까지 확대될 수 있다. 또한 혀와 입술, 뺨에도 생기기도 한다.

### 물집 궤양
가장 심각한 아프타성궤양이다. 성인, 특히 여성에게서 종종 발생한다. 1~3mm 크기의 작은 궤양이 여러 개 나타나며, 대체적으로 반흔 없이 한 달 이내에 자연적으로 치유된다. 지지적 치료는 거의 필수이다.

## 발병 원인
아프타성궤양의 발병 원인은 정확하게 알려져 있지 않지만, 신체 외상이나 스트레스, 수면 부족, 갑작스러운 체중 감소, 음식 알레르기, 면역 체계에 대한 반응, 감귤류(오렌지, 레몬 등)와 비타민 B12와 철분, 엽산의 결핍 등이 아프타성궤양 발병의 요인이 될 수 있다. 혈관확장제(협심증 치료제)인 니코란딜과 기타 여러 형태의 화학요법 역시 아프타성궤양의 발병과 연결 지을 수 있다. 최근에 한 연구 결과에 따르면 우유 알레르기와 아프타성궤양이 깊은 상관관계가 있다고 한다. 아프타성궤양은 베체트병의 주요 증상이기는 하지만, 크론병 환자에게서도 일반적으로 관찰되는 증상이기도 하다.
구강 외상이 가장 일반적인 요인이다. 이빨이나 칫솔질로 인한 찰과상 또는 토스트나 과자 같이 딱딱하거나 질긴 음식 섭취, 치아 손실 이후 내지는 치아 교정기가 혀와 잇몸과 마찰해 손상을 입히면서 아프타성궤양이 발병할 수도 있다. 또한 화학적 자극제나 열상 등 다른 요인들로 인해서도 아프타성궤양이 발병할 수 있다. 로릴 황산 나트륨(SLS)이 들어 있지 않은 치약을 사용하는 것이 아프타성 궤양의 빈도를 낮출 수 있다. 한 연구 결과에 따르면 치약에 포함된 로릴황산나트륨 성분과 아프타성궤양 간에는 연관성이 없는 것으로 밝혀졌다. 셀리악병은 아프타성궤양의 발병 원인 가운데 하나로 제시되었으며, 일부 환자들은 음식에서 글루텐을 제거함으로써 치료 효과를 보았다.
아프타성궤양이 월경이나 임신 및 폐경과 관련이 있는지는 확인되어 있지 않다.

## 같이 보기
- 구내염
- 구강 궤양